# Trycherus aberrans
Trycherus aberrans es una especie de coleóptero de la familia Endomychidae.

## Distribución geográfica
Habita en la República del Congo.